# 藤井政美
藤井 政美（ふじい まさみ）は日本の軍人。陸軍士官学校54期卒業生。大尉。
終戦直前、玉音放送を阻止するために陸軍将校たちが起こした｢宮城事件｣に、参加した。参加時、数え年で25歳。陸軍士官学校附属。
小説、映画｢日本のいちばん長い日｣に登場。
著者「昭和の戦争責任論」1991年1月発行